# غيم بوي
غيم بوي (بالإنجليزية: Game Boy‎؛ باليابانية: ゲームボーイ‎، ‏غيموه بويه) جهاز ألعاب فيديو محمول بمعمارية 8-بت من إنتاج وتصنيع شركة نينتندو. أطلق في اليابان في 21 أبريل 1989، وفي أمريكا الشمالية في 31 يوليو 1989، وفي أوروبا في 28 سبتمبر 1990. في جنوب آسيا يعرف الجهاز كالـ « تاتا غيم بوي » (Tata Game Boy‏).‎‎ الجهاز هو النظام المحمول الأول في خط إنتاج الغيم بوي. الجهاز هو من تصميم قسم نينتندو للبحث والتطوير 1 بقيادة كل من غانبي يوكوي وَساتورو أوكادا — نفس المجموعة التي صممت سلسلة أجهزة الغيم أند واتش وأيضاً العديد من الألعاب الشعبية على نظام نينتندو إنترتينمنت سيستم.